# متطلبات الحصول على تأشيرة لمواطني مصر
يحصل المواطنين المصريين على تأشيرات مجانية أو عند الوصول لما لا يقل عن 56 بلداً وإقليماً حول العالم لحاملي جوازات السفر المصرية العادية. منهم 28 دولة لا يتطلب الحصول على أي تأشيرات قبل السفر إليها.

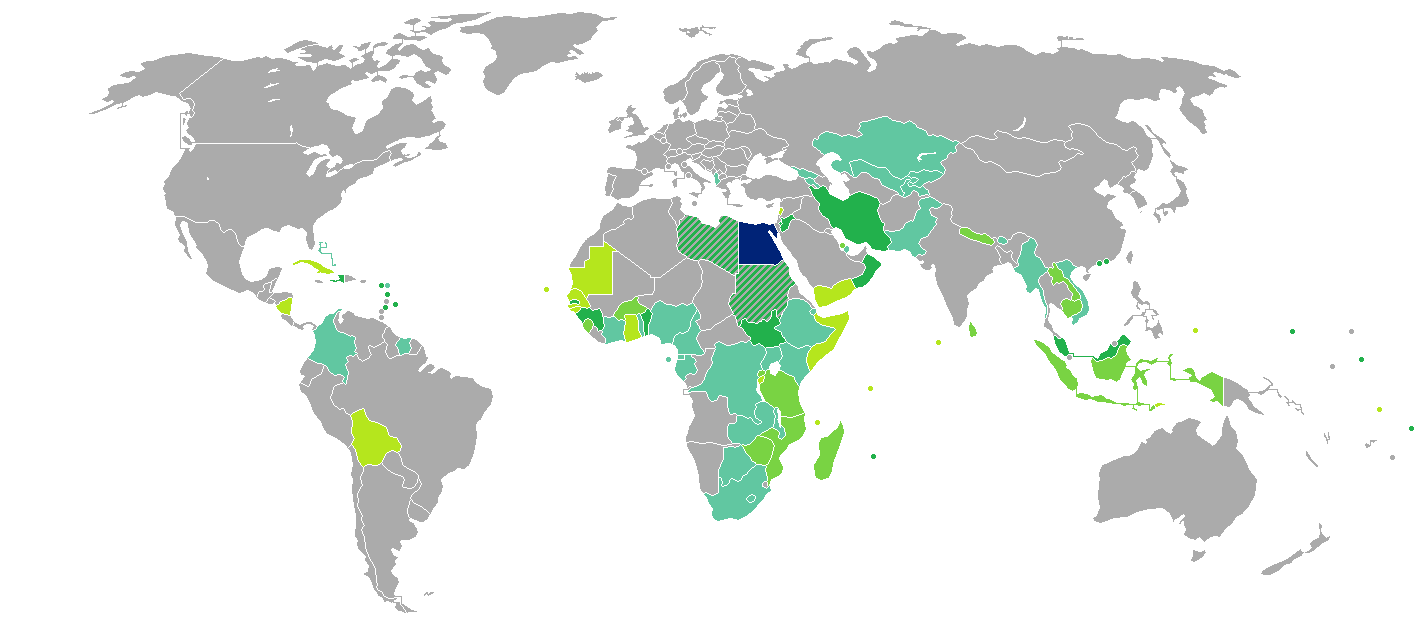
الدول والأقاليم التي تمنح تأشيرات لحاملي جواز سفر جمهورية مصر العربية:
مصر
بدون تأشيرة
تأشيرة عند الوصول
تأشيرة إلكترونية
تأشيرة عند الوصول أو عبر الإنترنت
تأشيرة مطلوبة قبل السفر

## أفريقيا
| البلدان والأقاليم | شروط الحصول |
| ----------------- | --- |
| الرأس الأخضر      | الحصول على التأشيرة عند الوصول                                                                                                |
| جزر القمر         | تأشيرة مجانية عند الوصول في المطار لمدة 24 ساعة، على أن يتم الحصول على تأشيرة كاملة بمقابل مادي من مكتب الجوازات في موروني    |
| جيبوتي            | الحصول على تأشيرة عند الوصول لمدة شهر مقابل 5000 فرنك جيبوتي                                                                  |
| إثيوبيا           | بدون تأشيرة لرجال الأعمال. للأغراض الأخرى من السفر، يجب الحصول على تأشيرة سفر من السفارة الإثيوبية في القاهرة                 |
| غينيا             | تأشيرة مجانية لمدة 3 شهور |
| غانا              | تأشيرة لمدة 14 يوم للمسافرين الذين يحملون دعوة من منظمة حكومية، للرحلات التجارية يتم الحصول على تأشيرة مقابل 150 دولار أمريكي |
| كينيا             | تأشيرة لمدة 3 شهور عند الوصول مقابل 50 دولار أمريكي                                                                           |
| ليبيا             | يجب الحصول على تأشيرة من السفارة الليبية في مصر                                                                               |
| مدغشقر            | يتم الحصول على تأشيرة لمدة 90 يوم عند الوصول مقابل 140,000 أرياري مدغشقري، يفضّل الحصول على التأشيرة قبل السفر                 |
| موريشيوس          | بدون تأشيرة |
| موزمبيق           | تأشيرة لمدة 30 يوم عند الوصول مقابل 82 دولار أمريكي                                                                           |
| سيشل              | بدون تأشيرة لمدة ثلاث شهور |
| السودان           | بدون تأشيرة لأي مدة |
| جنوب السودان      | يجب الحصول على تأشيرة من سفارة جنوب السودان بالقاهرة                                                                          |
| جنوب أفريقيا      | يجب الحصول على تأشيرة، لكنها مجانية للمصريين                                                                                  |
| تنزانيا           | يتم الحصول على تأشيرة عند الوصول مقابل 50 دولار أمريكي                                                                        |
| توغو              | يتم الحصول على تأشيرة لمدة 7 أيام عند الوصول مقابل من 10,000 إلى 35,000 فرنك غرب أفريقي                                       |
| أوغندا            | يتم الحصول على تأشيرة لمدة 3 شهور عند الوصول مقابل 50 دولار أمريكي                                                            |
| زامبيا            | يتم الحصول على التأشيرة عند الوصول مقابل 50 دولار أمريكي                                                                      |
| زيمبابوي          | يتم الحصول على تأشيرة سياحة عند الوصول لمدة 3 شهور، أو تأشيرة تجارية عند الوصول لمدة شهر، مقابل من 30 إلى 55 دولار أمريكي     |
| رواندا            | يتم الحصول على تأشيرة عند الوصول لمدة 30 يوم مقابل 30 دولار أمريكي                                                            |

## الأمريكتين
| البلدان والأقاليم       | شروط الحصول                                                                                               |
| ----------------------- | --- |
| دومينيكا                | بدون تأشيرة لمدة 21 يوم                                                                                   |
| المكسيك                 | يمكن الحصول على تأشيرة لمدة 180 يوم أيام لدى وصوله، فقط إذا كان الراكب لديه تأشيرة صالحة للولايات المتحدة |
| الإكوادور               | بدون تأشيرة لمدة 90 يوم                                                                                   |
| بورتوريكو               | بدون تأشيرة لمدة 3 شهور                                                                                   |
| هايتي                   | بدون تأشيرة لمدة 3 شهور                                                                                   |
| نيكاراغوا               | يتم الحصول على تأشيرة سياحة لمدة 90 يوم عند الوصول مقابل 5 دولار أمريكي                                   |
| سانت كيتس ونيفيس        | بدون تأشيرة لمدة 3 شهور                                                                                   |
| سانت فينسنت والغرينادين | بدون تأشيرة لمدة شهر                                                                                      |
| بوليفيا                 | تأشيرة لمدة 90 يوم مقابل 53 دولار أمريكي                                                                  |

## آسيا
| أذربيجان                 | يتم الحصول على تأشيرة لمدة 30 يوم عند الوصول مقابل 100 دولار أمريكي | |             |        |                                                                  |
| بنغلاديش                 | يتم الحصول على تأشيرة عبور لمدة 7 أيام عند الوصول مقابل 25 دولار أمريكي، أو تأشيرة سياحة لمدة 30 يوم مقابل 50 دولار | |             |        |                                                                  |
| لبنان                    | يتم الحصول على تأشيرة لمدة 30 يوم مقابل 50 دولار، وذلك عند الوصول إلى مطار بيروت الدولي ويكون كل شخص بحوزته 2000 دولار أمريكي | |             |        |                                                                  |
| كمبوديا                  | يتم الحصول على تأشيرة لمدة 30 يوم عند الوصول مقابل من 20 إلى 25 دولار أمريكي | |             |        |                                                                  |
| جورجيا                   | يتم الحصول على تأشيرة لمدة 90 يوم عند الوصول | |             |        |                                                                  |
| هونغ كونغ                | بدون تأشيرة لمدة 90 يوم | |             |        |                                                                  |
| إيران                    | بدون تأشيرة للسياح ورجال الأعمال | |             |        |                                                                  |
| إندونيسيا                | يتم الحصول على تأشيرة عند الوصول لمدة 30 يوم مجاناً أمريكي | |             |        |                                                                  |
| الأردن                   | بدون تأشيرة. يجب إبراز تذاكر العودة لغير العاملين المصريين في الأردن، ماعدا المسافرين المتجهين إلى العراق | |             |        |                                                                  |
| كوريا الجنوبية           | يتم الحصول على تأشيرة عند الوصول لمدة 30 يوم | |             |        |                                                                  |
| لاوس                     | يتم الحصول على تأشيرة عند الوصول لمدة 30 يوم مقابل 30 دولار أمريكي | |             |        |                                                                  |
| ماكاو                    | بدون تأشيرة لمدة 90 يوم | |             |        |                                                                  |
| ماليزيا                  | بدون تأشيرة لمدة 3 شهور | |             |        |                                                                  |
| جزر المالديف             | يتم الخصول على تأشيرة سياحة عند الوصول لمدة 30 يوم | |             |        |                                                                  |
| نيبال                    | يتم الحصول على تأشيرة عند الوصول لمدة من 15 إلى 30 أو 90 يوم، مقابل 25 أو 50 أو 100 دولار أمريكي | |             |        |                                                                  |
| الإمارات العربية المتحدة | يتم الحصول على تأشيرة قبل السفر بوجود حجز في فندق في دبي وذلك إذا كانت الرحلة بغرض السياحة، أو مقابل 300 جنيه مصري إذا كانت الرحلة بغرض تجاري وذلك إذا تم إرسال طلب رسمي من الشركة إلى الفندق                                               | |             |        |                                                                  |
| سوريا                    | بدون تأشيرة لمدة 30 يوم للسياح، وبدون تأشيرة لمدة 90 يوم للمهندسين والأطباء والمحاسبين | |             |        |                                                                  |
| تيمور الشرقية            | يتم الحصول على تأشيرة عند الوصول لمدة 30 يوم مقابل 30 دولار أمريكي | |             |        |                                                                  |
| تركيا                    | -يجب الحصول على تأشيرة من السفارة التركية بالقاهرة مقابل 385 جنيه مصري، ويمكن الحصول على التأشيرة عند الوصول إلى مطار أتاتورك في اسطنبول مقابل 50 دولار أمريكي وذلك إذا كان المواطن المصري حامل لتأشيرة سارية من الولايات المتحدة الأمريكية | -يجب الحصول على تأشيرة من السفارة التركية بالقاهرة مقابل 385 جنيه مصري، ويمكن الحصول على التأشيرة عند الوصول إلى مطار أتاتورك في اسطنبول مقابل 50 دولار أمريكي وذلك إذا كان المواطن المصري حامل لتأشيرة سارية من الولايات المتحدة الأمريكية | بدون تأشيرة | 90 يوم | بدون تأشيرة لجوازات السفر الدبلوماسية والرسمية والخدمية والمميزة |
| اليمن                    | بدون تأشيرة لمدة 90 يوم عند الوصول إلى اليمن عن طريق خطوط الطيران | |             |        |                                                                  |
| طاجيكستان                | يتم الحصول على التأشيرة عند الوصول لمدة 45 يوم | |             |        |                                                                  |

## أوروبا
| البلد أو الإقليم | جواز سفر عادي               | جواز سفر عادي               | جواز سفر دبلوماسي     | جواز سفر دبلوماسي        | معلومات إضافية                                                |
| البلد أو الإقليم | المتطلبات                   | المدة                       | المتطلبات             | المدة                    | معلومات إضافية                                                |
| ---------------- | --------------------------- | --------------------------- | --------------------- | ------------------------ | ------------------------------------------------------------- |
| ألبانيا          | يجب الحصول على تأشيرة شينجن | يجب الحصول على تأشيرة شينجن | يجب الحصول على تأشيرة | يجب الحصول على تأشيرة    | متطلبات التأشيرة مثل متطلبات فرنسا وأسبانيا                   |
| أندورا           | يجب الحصول على تأشيرة شينجن | يجب الحصول على تأشيرة شينجن | يجب الحصول على تأشيرة | يجب الحصول على تأشيرة    | متطلبات التأشيرة مثل متطلبات فرنسا وأسبانيا.                  |
| النمسا           | يجب الحصول على تأشيرة       | يجب الحصول على تأشيرة       | يجب الحصول على تأشيرة | يجب الحصول على تأشيرة    |                                                               |
| روسيا البيضاء    | يجب الحصول على تأشيرة       | يجب الحصول على تأشيرة       | بدون تأشيرة           | ?                        | بدون تأشيرة لحاملي جوازات السفر الدبلوماسية والخدمية والمميزة |
| بلجيكا           | يجب الحصول على تأشيرة       | يجب الحصول على تأشيرة       | يجب الحصول على تأشيرة | يجب الحصول على تأشيرة    |                                                               |
| البوسنة والهرسك  | يجب الحصول على تأشيرة       | يجب الحصول على تأشيرة       | بدون تأشيرة           | 90 يوم                   | بدون تأشيرة لحاملي جوازات السفر الدبلوماسية والخدمية والمميزة |
| بلغاريا          | يجب الحصول على تأشيرة       | يجب الحصول على تأشيرة       | يجب الحصول على تأشيرة | يجب الحصول على تأشيرة    |                                                               |
| كرواتيا          | يجب الحصول على تأشيرة       | يجب الحصول على تأشيرة       | بدون تأشيرة           | 90 يوم                   | بدون تأشيرة لحاملي جوازات السفر الدبلوماسية والخدمية والمميزة |
| قبرص             | يجب الحصول على تأشيرة       | يجب الحصول على تأشيرة       | بدون تأشيرة           | ؟                        | بدون تأشيرة لحاملي جوازات السفر الدبلوماسية والخدمية والمميزة |
| التشيك           | يجب الحصول على تأشيرة       | يجب الحصول على تأشيرة       | بدون تأشيرة           | 3 شهور                   | بدون تأشيرة لحاملي جوازات السفر الدبلوماسية والخدمية والمميزة |
| الدنمارك         | يجب الحصول على تأشيرة       | يجب الحصول على تأشيرة       | بدون تأشيرة           | 90 يوم في أي فترة 6 شهور | بدون تأشيرة لحاملي جوازات السفر الدبلوماسية والخدمية والمميزة |
| إستونيا          | يجب الحصول على تأشيرة       | يجب الحصول على تأشيرة       | يجب الحصول على تأشيرة | يجب الحصول على تأشيرة    |                                                               |
| جزر فارو         | يجب الحصول على تأشيرة       | يجب الحصول على تأشيرة       | يدون تأشيرة           | 90 يوم في أي فترة 6 شهور | متطلبات التأشيرة مثل متطلبات الدنمارك                         |
| فنلندا           | يجب الحصول على تأشيرة       | يجب الحصول على تأشيرة       | يجب الحصول على تأشيرة | يجب الحصول على تأشيرة    |                                                               |
| فرنسا            | يجب الحصول على تأشيرة       | يجب الحصول على تأشيرة       | يجب الحصول على تأشيرة | يجب الحصول على تأشيرة    |                                                               |
| ألمانيا          | يجب الحصول على تأشيرة       | يجب الحصول على تأشيرة       | يجب الحصول على تأشيرة | يجب الحصول على تأشيرة    |                                                               |
| جبل طارق         | يجب الحصول على تأشيرة       | يجب الحصول على تأشيرة       | يجب الحصول على تأشيرة | يجب الحصول على تأشيرة    | إقليم تابع للمملكة المتحدة                                    |
| اليونان          | يجب الحصول على تأشيرة       | يجب الحصول على تأشيرة       | بدون تأشيرة           | 90 يوم                   | بدون تأشيرة لحاملي جوازات السفر الدبلوماسية والخدمية والمميزة |
| غيرنزي           | يجب الحصول على تأشيرة       | يجب الحصول على تأشيرة       | يجب الحصول على تأشيرة | يجب الحصول على تأشيرة    | إقليم تابع للمملكة المتحدة                                    |
| المجر            | يجب الحصول على تأشيرة       | يجب الحصول على تأشيرة       | يدون تأشيرة           | 90 يوم                   |                                                               |
| أيرلندا          | يجب الحصول على تأشيرة       | يجب الحصول على تأشيرة       | يجب الحصول على تأشيرة | يجب الحصول على تأشيرة    |                                                               |
| جزيرة مان        | ؟                           | ؟                           |                       |                          |                                                               |
| إيطاليا          | يجب الحصول على تأشيرة       | يجب الحصول على تأشيرة       | بدون تأشيرة           | 90 يوم في أي فترة 6 شهور | بدون تأشيرة لحاملي جوازات السفر الدبلوماسية والخدمية والمميزة |
| جيرزي            | يجب الحصول على تأشيرة       | يجب الحصول على تأشيرة       | يجب الحصول على تأشيرة | يجب الحصول على تأشيرة    |                                                               |
| كوسوفو           | يجب الحصول على تأشيرة       |                             | بدون تأشيرة           | 90 يوم                   |                                                               |
| لاتفيا           | يجب الحصول على تأشيرة       | يجب الحصول على تأشيرة       | يجب الحصول على تأشيرة | يجب الحصول على تأشيرة    |                                                               |
| ليختنشتاين       | يجب الحصول على تأشيرة       | يجب الحصول على تأشيرة       | يجب الحصول على تأشيرة | يجب الحصول على تأشيرة    |                                                               |
| ليتوانيا         | يجب الحصول على تأشيرة       | يجب الحصول على تأشيرة       | يجب الحصول على تأشيرة | يجب الحصول على تأشيرة    |                                                               |
| لوكسمبورغ        | يجب الحصول على تأشيرة       | يجب الحصول على تأشيرة       | يجب الحصول على تأشيرة | يجب الحصول على تأشيرة    |                                                               |
| مقدونيا          | يجب الحصول على تأشيرة       | يجب الحصول على تأشيرة       | يجب الحصول على تأشيرة | يجب الحصول على تأشيرة    |                                                               |
| مالطا            | يجب الحصول على تأشيرة       | يجب الحصول على تأشيرة       | يجب الحصول على تأشيرة | يجب الحصول على تأشيرة    |                                                               |
| مولدوفا          | يجب الحصول على تأشيرة       | يجب الحصول على تأشيرة       | يجب الحصول على تأشيرة | يجب الحصول على تأشيرة    |                                                               |
| موناكو           | يجب الحصول على تأشيرة       | يجب الحصول على تأشيرة       | يجب الحصول على تأشيرة | يجب الحصول على تأشيرة    |                                                               |
| الجبل الأسود     | يجب الحصول على تأشيرة       | يجب الحصول على تأشيرة       | يجب الحصول على تأشيرة | يجب الحصول على تأشيرة    |                                                               |
| هولندا           | يجب الحصول على تأشيرة       | يجب الحصول على تأشيرة       | يجب الحصول على تأشيرة | يجب الحصول على تأشيرة    |                                                               |
| النرويج          | يجب الحصول على تأشيرة       | يجب الحصول على تأشيرة       | يجب الحصول على تأشيرة | يجب الحصول على تأشيرة    |                                                               |
| بولندا           | يجب الحصول على تأشيرة       | يجب الحصول على تأشيرة       | يجب الحصول على تأشيرة | يجب الحصول على تأشيرة    |                                                               |
| البرتغال         | يجب الحصول على تأشيرة       | يجب الحصول على تأشيرة       | يجب الحصول على تأشيرة | يجب الحصول على تأشيرة    |                                                               |
| رومانيا          | يجب الحصول على تأشيرة       | يجب الحصول على تأشيرة       | يجب الحصول على تأشيرة | يجب الحصول على تأشيرة    |                                                               |
| سان مارينو       | يجب الحصول على تأشيرة       | يجب الحصول على تأشيرة       | يجب الحصول على تأشيرة | يجب الحصول على تأشيرة    |                                                               |
| صربيا            | يجب الحصول على تأشيرة       | يجب الحصول على تأشيرة       | يجب الحصول على تأشيرة | يجب الحصول على تأشيرة    |                                                               |
| سلوفاكيا         | يجب الحصول على تأشيرة       | يجب الحصول على تأشيرة       | يجب الحصول على تأشيرة | يجب الحصول على تأشيرة    |                                                               |
| سلوفينيا         | يجب الحصول على تأشيرة       | يجب الحصول على تأشيرة       | يجب الحصول على تأشيرة | يجب الحصول على تأشيرة    |                                                               |
| إسبانيا          | يجب الحصول على تأشيرة       | يجب الحصول على تأشيرة       | يجب الحصول على تأشيرة | يجب الحصول على تأشيرة    |                                                               |
| السويد           | يجب الحصول على تأشيرة       | يجب الحصول على تأشيرة       | يجب الحصول على تأشيرة | يجب الحصول على تأشيرة    |                                                               |
| سويسرا           | يجب الحصول على تأشيرة       | يجب الحصول على تأشيرة       | يجب الحصول على تأشيرة | يجب الحصول على تأشيرة    |                                                               |
| المملكة المتحدة  | يجب الحصول على تأشيرة       | يجب الحصول على تأشيرة       | يجب الحصول على تأشيرة | يجب الحصول على تأشيرة    |                                                               |
| الفاتيكان        | يجب الحصول على تأشيرة شينجن | يجب الحصول على تأشيرة شينجن | يجب الحصول على تأشيرة | يجب الحصول على تأشيرة    |                                                               |

## الأوقيانوسية
| البلدان والأقاليم         | شروط الحصول                                 |
| ------------------------- | ------------------------------------------- |
| جزر كوك                   | 31 يوم                                      |
| ولايات ميكرونيسيا المتحدة | 30 يوم                                      |
| نييوي                     | 30 يوم                                      |
| بالاو                     | تأشيرة مجاناً لمدة 30 يوم عند الوصول         |
| ساموا                     | 60 يوم، يصدر تصريح الزيارة مجاناً عند الوصول |
| توفالو                    | تأشيرة مجاناً لمدة 30 يوم عند الوصول         |

## أخرى
| البلد أو الإقليم         | جواز سفر عادي         | جواز سفر عادي         | جواز سفر دبلوماسي        | جواز سفر دبلوماسي     | معلومات إضافية                                                                                       |
| البلد أو الإقليم         | المتطلبات             | المدة                 | المتطلبات                | المدة                 | معلومات إضافية                                                                                       |
| ------------------------ | --------------------- | --------------------- | ------------------------ | --------------------- | --- |
| الأردن                   | معفي                  | شهر واحد              | معفي                     | شهر واحد              | |
| الإمارات العربية المتحدة | يجب الحصول على تأشيرة | يجب الحصول على تأشيرة | تأشيرة مجانية عند الوصول | 90 يوم                | اتفاق متبادل للتأشيرات وُقع عام 2008 لحملة جوازات السفر الدبلوماسية أو الخدمة أو جوازات السفر الخاصة. |
| جزر بيتكيرن              | يجب الحصول على تأشيرة | يجب الحصول على تأشيرة | يجب الحصول على تأشيرة    | يجب الحصول على تأشيرة | ضمن أقاليم ما وراء البحار البريطانية                                                                 |
| غوادلوب                  | يجب الحصول على تأشيرة | يجب الحصول على تأشيرة | يجب الحصول على تأشيرة    | يجب الحصول على تأشيرة | ضمن مقاطعات وأقاليم ما وراء البحار الفرنسية                                                          |
| مارتينيك                 | يجب الحصول على تأشيرة | يجب الحصول على تأشيرة | يجب الحصول على تأشيرة    | يجب الحصول على تأشيرة | ضمن مقاطعات وأقاليم ما وراء البحار الفرنسية                                                          |
| غويانا الفرنسية          | يجب الحصول على تأشيرة | يجب الحصول على تأشيرة | يجب الحصول على تأشيرة    | يجب الحصول على تأشيرة | ضمن مقاطعات وأقاليم ما وراء البحار الفرنسية                                                          |
| لا ريونيون               | يجب الحصول على تأشيرة | يجب الحصول على تأشيرة | يجب الحصول على تأشيرة    | يجب الحصول على تأشيرة | ضمن مقاطعات وأقاليم ما وراء البحار الفرنسية                                                          |
| بولينزيا الفرنسية        | يجب الحصول على تأشيرة | يجب الحصول على تأشيرة | يجب الحصول على تأشيرة    | يجب الحصول على تأشيرة | ضمن مقاطعات وأقاليم ما وراء البحار الفرنسية                                                          |
| مايوت                    | يجب الحصول على تأشيرة | يجب الحصول على تأشيرة | يجب الحصول على تأشيرة    | يجب الحصول على تأشيرة | Departmental collectivity of فرنسا                                                                   |
| سان بيير وميكلون         | يجب الحصول على تأشيرة | يجب الحصول على تأشيرة | يجب الحصول على تأشيرة    | يجب الحصول على تأشيرة | جماعية فرنسية في الخارج ‏ of فرنسا                                                                    |
| سانت-مارتين              | يجب الحصول على تأشيرة | يجب الحصول على تأشيرة | يجب الحصول على تأشيرة    | يجب الحصول على تأشيرة | جماعية فرنسية في الخارج ‏ of فرنسا                                                                    |
| سان بارتيلمي             | يجب الحصول على تأشيرة | يجب الحصول على تأشيرة | يجب الحصول على تأشيرة    | يجب الحصول على تأشيرة | جماعية فرنسية في الخارج ‏ of فرنسا                                                                    |
| كاليدونيا الجديدة        | يجب الحصول على تأشيرة | يجب الحصول على تأشيرة | يجب الحصول على تأشيرة    | يجب الحصول على تأشيرة | نوع بنفسه collectivity of فرنسا                                                                      |
| واليس وفوتونا            | يجب الحصول على تأشيرة | يجب الحصول على تأشيرة | يجب الحصول على تأشيرة    | يجب الحصول على تأشيرة | جماعية فرنسية في الخارج ‏ of فرنسا                                                                    |